# Liste der Nationalparks in Chile
In Chile gibt es gegenwärtig (April 2022) 42 Nationalparks. Sie werden, wie auch diverse andere Schutzgebiete, von der Nationalen Forstverwaltung CONAF verwaltet.
| Alberto de Agostini |

| Alerce Andino |

| Alerce Costero |

| Bernardo O’Higgins |

| Bosque Fray Jorge |

| Cerro Castillo |

| Chiloé |

| Conguillío |

| Corcovado |

| Hornopirén |

| Huerquehue |

| Isla Guamblin |

| Isla Magdalena |

| Juan-Fernández-Archipel |

| Kap Hoorn |

| Kawésqar |

| La Campana |

| Laguna del Laja |

| Laguna San Rafael |

| Las Palmas de Cocalán |

| Lauca |

| Llanos de Challe |

| Llullaillaco |

| Melimoyu |

| Morro Moreno |

| Nahuelbuta |

| Nevado Tres Cruces |

| Pali Aike |

| Pan de Azúcar |

| Patagonia |

| Pumalín |

| Puyehue |

| Queulat |

| Radal Siete Tazas |

| Río Clarillo |

| Tolhuaca |

| Torres del Paine |

| Vicente Pérez Rosales |

| Villarrica |

| Volcán Isluga |

| Yendegaia |

| \| Rapa Nui \| |
| Rapa Nui       |

| Rapa Nui |

| Nationalpark            | Ansicht | Region               | Gründung | Fläche (in km²) | Besucher (2017) |
| ----------------------- | ------- | -------------------- | -------- | --------------- | --------------- |
| Alberto de Agostini     |         | Magallanes           | 1965     | 14.600,00       |                 |
| Alerce Andino           |         | Los Lagos            | 1982     | 392,25          | 27.922          |
| Alerce Costero          |         | Los Ríos             | 2010     | 193,75          | 2.640           |
| Bernardo O’Higgins      |         | Magallanes, Aysén    | 1969     | 35.259,01       | 35.454          |
| Bosque Fray Jorge       |         | Coquimbo             | 1941     | 99,59           | 5.456           |
| Cerro Castillo          |         | Aysén                | 1970     | 1.435,02        | 2.989           |
| Chiloé                  |         | Los Lagos            | 1982     | 425,67          | 45.782          |
| Conguillío              |         | Araucanía            | 1950     | 608,32          | 92.972          |
| Corcovado               |         | Los Lagos            | 2005     | 4.000,11        |                 |
| Hornopirén              |         | Los Lagos            | 1988     | 661,96          | 1.122           |
| Huerquehue              |         | Araucanía            | 1967     | 125,00          | 47.027          |
| Isla Guamblin           |         | Aysén                | 1967     | 106,25          |                 |
| Isla Magdalena          |         | Aysén                | 1983     | 2.497,12        | 0               |
| Juan-Fernández-Archipel |         | Valparaíso           | 1935     | 91,74           | 3.638           |
| Kap Hoorn               |         | Magallanes           | 1945     | 630,93          | 5.012           |
| Kawésqar                |         | Magallanes           | 2018     | 28.423,29       |                 |
| La Campana              |         | Valparaíso           | 1967     | 80,00           | 50.109          |
| Laguna del Laja         |         | Bío-Bío              | 1958     | 116,00          | 76.253          |
| Laguna San Rafael       |         | Aysén                | 1959     | 17.420,00       | 8.188           |
| Las Palmas de Cocalán   |         | Bernardo O’Higgins   | 1972     | 37,09           |                 |
| Lauca                   |         | Arica y Parinacota   | 1970     | 1.378,83        | 14.200          |
| Llanos de Challe        |         | Atacama              | 1994     | 457,08          | 11.285          |
| Llullaillaco            |         | Antofagasta          | 1995     | 2.686,71        |                 |
| Melimoyu                |         | Aysén                | 2018     | 1.055,00        |                 |
| Morro Moreno            |         | Antofagasta          | 2010     | 73,14           | 4.253           |
| Nahuelbuta              |         | Araucanía            | 1939     | 68,32           | 21.086          |
| Nevado Tres Cruces      |         | Atacama              | 1994     | 590,82          | 1.283           |
| Pali Aike               |         | Magallanes           | 1970     | 50,30           | 3.150           |
| Pan de Azúcar           |         | Antofagasta, Atacama | 1985     | 437,54          | 9.525           |
| Patagonia               |         | Aysén                | 2018     | 3.045,28        |                 |
| Pumalín                 |         | Los Lagos            | 2018     | 4.023,92        |                 |
| Puyehue                 |         | Los Lagos, Los Ríos  | 1941     | 1.067,57        | 137.771         |
| Queulat                 |         | Aysén                | 1983     | 1.540,93        | 50.215          |
| Radal Siete Tazas       |         | Maule                | 2008     | 41,38           |                 |
| Rapa Nui                |         | Valparaíso           | 1935     | 69,08           | 60.856          |
| Río Clarillo            |         | Santiago             | 2019     | 131,34          |                 |
| Tolhuaca                |         | Araucanía            | 1935     | 63,74           | 8.869           |
| Torres del Paine        |         | Magallanes           | 1959     | 1.814,14        | 264.800         |
| Vicente Pérez Rosales   |         | Los Lagos            | 1926     | 2.535,68        | 537.207         |
| Villarrica              |         | Araucanía, Los Ríos  | 1912     | 534,60          | 64.983          |
| Volcán Isluga           |         | Tarapacá             | 1967     | 1.747,44        | 239             |
| Yendegaia               |         | Magallanes           | 2013     | 1.505,87        |                 |